# Еманюел Шарпантие
Еманюел Мари Шарпантие (на френски: Emmanuelle Marie Charpentier) е френска изследователка по микробиология, генетика и биохимия. От 2015 г. е директор на Института Макс Планк за инфекциозна биология в Берлин. През 2020 г. получава Нобелова награда за химия заедно с Дженифър Даудна за разработването на метод за геномно редактиране.

## Биография
Шарпантие е родена на 11 декември 1968 г. в Жювизи сюр Орж, Франция. Изучава биохимия, микробиология и генетика в университета „Париж-VI: Пиер и Мария Кюри“ в Париж. От 1992 до 1995 г. е аспирант в института „Пастьор“, където завършва докторантура. Дисертацията ѝ включва изследване на молекулярните механизми, участващи в антибиотичната резистентност.

## Научна дейност
Еманюел Шарпантие работи като асистент в университета „Париж-VI: Пиер и Мария Кюри“ от 1993 до 1995 г. и като сътрудник на института „Пастьор“ от 1995 до 1996 г. Мести се в САЩ, където е сътрудник към Рокфелеровия университет до 1997 г. По това време работи в лабораторията на микробиоложката Илейн Туоманен, където спомага за демонстрирането на това как патогена Streptococcus pneumoniae развива резистентност към ванкомицин. След това Шарпантие става асистент в медицинския център на Нюйоркския университет от 1997 до 1999 г. По това време публикува труд, в който изследва регулирането на растежа на космите при мишки.
След пет години в САЩ, Шарпантие се завръща в Европа и оглавява лаборатория като гост преподавател в Института по микробиология и генетика към Виенския университет, от 2002 до 2004 г. През 2004 г. Шарпантие публика откритието си на РНК молекула, участваща в регулирането на синтеза на Streptococcus pyogenes. От 2004 до 2006 г. е началник на лаборатория и асистент в Департамента по микробиология и имунобиология. През 2006 г. става доцент по микробиология и е хабилитирана в Центъра по молекулярна биология. В периода 2006 – 2009 г. е началник на лаборатория и доцент в лабораториите Макс Перуц.
Шарпантие се мести в Швеция, където оглавява лаборатория и е доцент в университета Умео. Там тя ръководи научен екип от 2008 до 2013 г. и е гост-професор от 2014 до 2017 г. След това се премества в Германия, където е назначена за ръководител на департамент и професор в Центъра Хелмхолц за инфекциозни изследвания в Брауншвайг.
През 2015 г. приема предложение от дружеството Макс Планк да стане научен член и директор на Института по инфекциозна биология в Берлин. От 2016 г. е почетен професор към Хумболтовия университет на Берлин. Същата година е приета за член на Кралската шведска академия на науките. През 2020 г. получава Нобелова награда за химия заедно с Дженифър Даудна за разработването на метод за геномно редактиране.